# The Fast Comedy
The Fast Comedy is een Nederlands Improvisatie / stand-upcomedy / Fast Comedy gezelschap.
In 2005 kwam stand-upcomedian Jeroen Pater met het idee om eens met meerdere stand-upcomedians tegelijkertijd op het podium te staan. Op het vierdaagse festival 'Met Hart en Ziel' te Bunnik werd dit uitgeprobeerd door Jeroen & collega stand uppers Chris van der Ende, Patrick Meijer & Roel C. Verburg. Dit resulteerde in een snelle mix van improvisatie en stand-upcomedy en aldus doopte Jeroen het Fast Comedy. 
Enkele maanden daarna werd ook Lambert-Jan Koops aan de groep toegevoegd en zo werden alle winnaars van de Culture Comedy Award verenigd.
Met deze groep stand-upcomedians werd eind 2005 ook de Drugs Comedy Night gespeeld, waarbij de comedians eerst een set nuchter spelen om na een inneempauze onder invloed van drugs weer een set te spelen. Het bleek dat men nuchter beter speelde.